# Brad Ellis
Brad Ellis es un compositor, director de orquesta y pianista de Jazz estadounidense. Ellis es quizás el más acompañante silencioso más visible de los estudiantes de instituto en la serie de Fox, Glee, de la que el creador Ryan Murphy es parte del equipo de producción musical.
Ellis tuvo una larga asociación con la revista satírica de Off-Broadway, Forbidden Broadway.
Su Brad Ellis Little Big Band ha lanzado discos y grabaciones, producidos por Bruce Kimmel.
Ellis arregló, orquestó y dirigió a los miembros de la Filarmónica de Los Ángeles para su álbum de 2006, Unexpected Dreams: Songs from the Stars., en apoyo de "Mussic Matters", el fondo para la educación musical de la Filarmónica. El álbum contó con actuaciones de estrellas de cine y televisión, entre las que se encuentran Victor Garber, Lucy Lawless y Scarlett Johansson.
En 2006, Ellis orquestó y arregló el estreno mundial de "Waltz Variations no.2 op.5", de Billy Joel, a cargo de Christoph Eschenbach y de la Orquesta de Filadelfia, para la celebración del 151º aniversario de la Gala de la Academia de música de Filadelfia.
Creó, junto con Jason Alexander, Seven Broadway Shows in 7 minutes. Esta ingeniosa mezcla fue interpretada por Alexander con la Orquesta Hollywood Bowl, cuando el conductor de orquesta durante más tiempo, John Mauceri en el Salón de la Fama de Hollywood Bowl en 2007.
Ellis es compositor de música original para la obra de Off-Broadway de 2009 The Tin Pan Alley Rag, que contaba la historia de un encuentro ficticio entre los grandes músicos Scott Joplin e Irving Berlin.
Ellis ha compuesto y tocado el piano para muchas series de televisión y películas, entre las que figuran Las chicas Gilmore, Close to Home, De-lovely y el DVD especial de La bella y la bestia.
Brad ha realizado entrevistas para People, CNN.com y NPR sobre su personaje en Glee.
La Academia de Artes y Ciencias de la Televisión le otorgó un certificado de honor en junio de 2010 por su contribución con la música y letras originales en el número de apertura de los Oscars en 2009, protagonizado por Hugh Jackman, así como Jackman fue galardonado con el Emmy en 2009 por su interpretación del número de apertura, Brad Ellis ayudó a crearlo para la retransmisión por televisión.